# Giải Viện Hàn lâm Nhật Bản lần thứ 35
Giải Viện Hàn lâm Nhật Bản lần thứ 35 (第35回日本アカデミー賞) là lễ trao giải lần thứ 35 của Giải Viện Hàn lâm Nhật Bản, giải thưởng được trao bởi Viện Hàn lâm Nhật Bản và Hiệp hội Sho để vinh danh những hạng mục phim xuất sắc của năm 2011. Lễ trao giải được tổ chức vào ngày 2 tháng 3 năm 2012 tại Khách sạn Grand Prince Hotel New Takanawa ở Tokyo, Nhật Bản.

## Giải thưởng
Tất cả các hạng mục trao giải (trừ giải diễn viên trẻ của năm và các giải đặc biệt) được chia làm hai danh hiệu: các đề cử (do thành viên Viện Hàn lâm bầu chọn) đều đạt danh hiệu Xuất sắc của năm và trong các đề cử sẽ chọn ra một giải Xuất sắc nhất của năm.
| Phim điện ảnh xuất sắc của năm | Phim hoạt hình xuất sắc của năm |
| --- | --- |
| - Phim điện ảnh hay nhất của năm: Yōkame no Semi - Ōshika-mura sōdōki - Saigo no Chūshingura - Suteki na Kanashibari - Tantei wa bar ni iru | - Phim hoạt hình hay nhất của năm: Kokuriko-zaka Kara - K-On! - Buddha - Tōfu-kozō - Thám tử lừng danh Conan: Mười lăm phút im lặng |
| Đạo diễn xuất sắc của năm | Biên kịch xuất sắc của năm |
| - Đạo diễn xuất sắc nhất của năm: Narushima Izuru – Yōkame no Semi - Sakamoto Junji – Ōshika-mura sōdōki - Shindo Kaneto – Ichimai no hagaki - Sugita Shigemichi – Saigo no Chūshingura - Mitani Kōki – Suteki na Kanashibari                                  | - Biên kịch xuất sắc nhất của năm: Okudera Satoko – Yōkame no Semi - Arai Haruhiko và Sakamoto Junji – Ōshika-mura sōdōki - Tanaka Yōzō – Saigo no Chūshingura - Kosawa Ryōta và Sutō Yasushi – Tantei wa bar ni iru - Mitani Kōki – Suteki na Kanashibari         |
| Nam diễn viên chính xuất sắc | Nữ diễn viên chính xuất sắc |
| - Nam diễn viên chính xuất sắc nhất: Harada Yoshio – Ōshika-mura sōdōki - Oizumi Yo – Tantei wa bar ni iru - Sakai Masato – Bushi no Kakeibo - Miura Tomokazu – Railways Ai o Tsutaerarenai Otonatachi e - Yakusho Kōji – Saigo no Chūshingura                 | - Nữ diễn viên chính xuất sắc nhất: Inoue Mao – Yōkame no Semi - Nagasawa Masami – Moteki - Nakatani Miki – Hankyū Densha - Fukatsu Eri – Suteki na Kanashibari - Miyazaki Aoi – Tsure ga Utsu ni Narimashite                                                      |
| Nam diễn viên phụ xuất sắc | Nữ diễn viên phụ xuất sắc |
| - Nam diễn viên phụ xuất sắc nhất: Denden – Tsumetai Nettaigyo - Iseya Yūsuke – Ashita no Joe - Kishibe Ittoku – Ōshika-mura sōdōki - Satō Kōichi – Saigo no Chūshingura - Matsuda Ryuhei – Tantei wa bar ni iru                                               | - Nữ diễn viên phụ xuất sắc nhất: Nagasaku Hiromi – Yōkame no Semi - Aso Kumiko – Moteki - Koike Eiko – Yōkame no Semi - Mitsushima Hikari – Ichimei - Miyamoto Nobuko – Hankyū Densha                                                                             |
| Giải thưởng do khán giả bình chọn | Diễn viên trẻ của năm |
| - Giải thưởng diễn viên được khán giả bình chọn:Maeda Atsuko – Moshidora - Giải thưởng phim được khán giả bình chọn: Moteki | - Kumada Sea – Saya Zamurai - Sakuraba Nanami – Saigo no Chūshingura - Watanabe Konomi – Yōkame no Semi - Kamiji Yusuke – Manzai Gang - Kora Kengo – Keibetsu - Nomi Takaaki – Saya Zamurai - Hasegawa Hiroki – Sekando bajin                                      |
| Âm nhạc xuất sắc | Quay phim xuất sắc |
| - Âm nhạc xuất sắc nhất: Yasukawa Gorō – Yōkame no Semi - Ike Yoshihiro – Tantei wa bar ni iru - Iwasaki Taisei – Moteki - Ogino Kiyoko – Suteki na Kanashibari - Kako Takashi – Saigo no Chūshingura                                                          | - Quay phim xuất sắc nhất: Fujisawa Junichi – Yōkame no Semi - Kasamatsu Norimichi – Ōshika-mura sōdōki - Naganuma Mutsuo – Saigo no Chūshingura - Fujiishi Osamu – Gaku: Minna no Yama - Yamamoto Hideo – Suteki na Kanashibari                                   |
| Đạo diễn ánh sáng xuất sắc | Chỉ đạo nghệ thuật xuất sắc |
| - Đạo diễn ánh sáng xuất sắc: Kanazawa Masao – Yōkame no Semi - Iwashita Kazuhiro – Ōshika-mura sōdōki - Miyanishi Takaaki – Saigo no Chūshingura - Kawabe Takayuki – Gaku: Minna no Yama - Ono Akira – Suteki na Kanashibari                                  | - Chỉ đạo nghệ thuật xuất sắc nhất: Nishioka Yoshinobu và Harada Tetsuo – Saigo no Chūshingura - Kondō Nariyuki – Bushi no Kakeibo - Taneda Yōhei – Suteki na Kanashibari - Hayashida Yūji – Ichimei - Matsumoto Chie – Yōkame no Semi                             |
| Thu âm xuất sắc | Biên tập xuất sắc |
| - Thu âm xuất sắc nhất: Fujimoto Kenichi – Yōkame no Semi - Segawa Tetsuo – Suteki na Kanashibari - Tamura Tomoaki và Murozono Tsuyoshi – Tantei wa bar ni iru - Terui Yasumasa – Ōshika-mura sōdōki - Nakaji Toyotaka và Segawa Tetsuo – Saigo no Chūshingura | - Biên tập xuất sắc nhất: Sanjō Chise – Yōkame no Semi - Ishida Yūsuke – Moteki - Ueno Sōichi – Suteki na Kanashibari - Osada Chizuko – Saigo no Chūshingura - Tadano Shinya – Tantei wa bar ni iru                                                                |
| Phim nước ngoài xuất sắc | Giải thưởng Đặc biệt từ Chủ tịch Hiệp hội |
| - Phim nước ngoài xuất sắc nhất: Nhà vua nói lắp - Rise of the Planet of the Apes - The Social Network - Thiên nga đen - Moneyball | Giải thưởng vinh danh những người có nhiều đóng góp trong nhiều năm (những người đã mất trong năm 2011). - Okada Shigeru (Nhà sản xuất) - Sano Takeji (Kĩ thuật ánh sáng) - Takamine Hideko (Diễn viên) - Harada Yoshio (Diễn viên) - Morita Yoshimitsu (Đạo diễn) |
| Giải thưởng Đặc biệt từ Hiệp hội | |
| Vinh danh người có nhiều hỗ trợ đóng góp trong quá trình làm phim. - Goshozono Hisatoshi (Đạo diễn chuyển cảnh) | |